# Wodynie (gmina)
Pour les articles homonymes, voir Wodynie.
Wodynie est une gmina rurale (gmina wiejska) de la powiat de Siedlce, dans la Voïvodie de Mazovie, dans le centre-est de la Pologne.
Son siège administratif (chef-lieu) est le village de Wodynie, qui se trouve à 25 kilomètres au sud-ouest de Siedlce (siège de la powiat) et à 69 kilomètres à l'est de Varsovie (Capitale de la Pologne).
La gmina couvre une superficie de 115,66 km2 pour une population de 4 761 habitants en 2006.

## Géographie
La gmina inclut les villages et localités de :

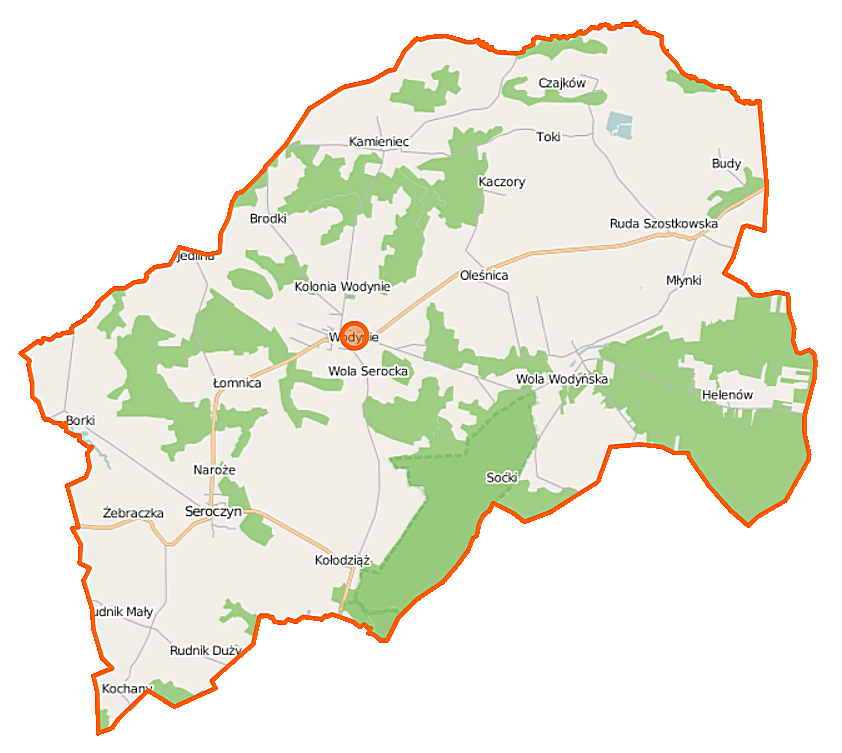
Plan de la gmina

- Borki
- Brodki
- Budy
- Czajków
- Helenów
- Jedlina
- Kaczory
- Kamieniec
- Kochany
- Kołodziąż
- Łomnica
- Młynki
- Oleśnica
- Ruda Wolińska
- Rudnik Duży
- Rudnik Mały
- Seroczyn
- Soćki
- Szostek
- Toki
- Wodynie
- Wola Serocka
- Wola Wodyńska
- Żebraczka

### Gminy voisines
La gmina de Wodynie est voisine des gminy suivantes :
- Borowie
- Domanice
- Latowicz
- Mrozy
- Skórzec
- Stoczek Łukowski

## Structure du terrain
D'après les données de 2002, la superficie de la commune de Wodynie est de 115,66 km2, répartis comme telle :
- terres agricoles : 68%
- forêts : 27%

La commune représente 7,21% de la superficie du powiat.

## Démographie
Données du 30 juin 2004 :
| Description        | Total  | Total | Femmes | Femmes | Hommes | Hommes |
| ------------------ | ------ | ----- | ------ | ------ | ------ | ------ |
| Unité              | Nombre | %     | Nombre | %      | Nombre | %      |
| Population         | 4 867  | 100   | 2 403  | 49,4   | 2 464  | 50,6   |
| Densité (hab./km²) | 42,1   | 42,1  | 20,8   | 20,8   | 21,3   | 21,3   |